# Джимсар
43°59′41″ пн. ш. 89°10′30″ сх. д. / 43.99462° пн. ш. 89.17489° сх. д.
Джимсар (кит. 吉木萨尔县, пін. Jímùsà'ĕr Xiàn, трансліт. Jimsar) — один із повітів КНР у складі Чанцзі-Хуейської автономної префектури, СУАР. Адміністративний центр — містечко Джимсар.

## Географія
Повіт Джимсар лежить на висоті понад 720 метрів над рівнем моря на сході Джунгарської рівнини.

### Клімат
Повіт знаходиться у зоні, котра характеризується кліматом пустель помірного поясу. Найтепліший місяць — липень із середньою температурою 25,2 °C. Найхолодніший місяць — січень, із середньою температурою -14,3 °С.
| Клімат повіту Джимсар   | Клімат повіту Джимсар | Клімат повіту Джимсар | Клімат повіту Джимсар | Клімат повіту Джимсар | Клімат повіту Джимсар | Клімат повіту Джимсар | Клімат повіту Джимсар | Клімат повіту Джимсар | Клімат повіту Джимсар | Клімат повіту Джимсар | Клімат повіту Джимсар | Клімат повіту Джимсар | Клімат повіту Джимсар |
| Показник                | Січ.                  | Лют.                  | Бер.                  | Квіт.                 | Трав.                 | Черв.                 | Лип.                  | Серп.                 | Вер.                  | Жовт.                 | Лист.                 | Груд.                 | Рік                   |
| Середній максимум, °C   | −8,5                  | −5                    | 5,6                   | 18,5                  | 25,3                  | 30                    | 31,6                  | 30,7                  | 24,9                  | 15,5                  | 3,6                   | −6,1                  | 13,8                  |
| Середня температура, °C | −14,3                 | −10,8                 | 0,1                   | 11,6                  | 18,5                  | 23,5                  | 25,2                  | 23,7                  | 17,7                  | 8,6                   | −1,7                  | −11,3                 | 7,6                   |
| Середній мінімум, °C    | −18,5                 | −15,1                 | −4,3                  | 5,7                   | 12,2                  | 17,3                  | 19,2                  | 17,5                  | 11,6                  | 3,7                   | −5,5                  | −15,1                 | 2,4                   |
| Норма опадів, мм        | 7.4                   | 6.9                   | 9.9                   | 15.7                  | 20.6                  | 20.2                  | 34.9                  | 25.9                  | 16.6                  | 14.4                  | 12.1                  | 10.1                  | 194.7                 |
| Вологість повітря, %    | 80                    | 78                    | 68                    | 44                    | 40                    | 40                    | 43                    | 41                    | 44                    | 56                    | 74                    | 80                    | 57.3                  |
| ----------------------- | --------------------- | --------------------- | --------------------- | --------------------- | --------------------- | --------------------- | --------------------- | --------------------- | --------------------- | --------------------- | --------------------- | --------------------- | --------------------- |
| Джерело: data.cma.cn    |                       |                       |                       |                       |                       |                       |                       |                       |                       |                       |                       |                       |                       |